# Vladimír Andrlík
Vladimír Andrlík (1. září 1926 – 11. května 1990) byl český a československý politik a poúnorový bezpartijní poslanec Národního shromáždění ČSSR a Sněmovny lidu Federálního shromáždění.

## Biografie
Ve volbách roku 1964 byl zvolen do Národního shromáždění ČSSR za Jihomoravský kraj jako bezpartijní kandidát. V Národním shromáždění zasedal až do konce volebního období parlamentu v roce 1968.
K roku 1968 se profesně uvádí jako předseda JZD z obvodu Kuřim.
Po federalizaci Československa usedl roku 1969 do Sněmovny lidu Federálního shromáždění (volební obvod Kuřim), kde setrval do konce volebního období, tedy do voleb v roce 1971.